# Spastik Children
A Spastik Children egy 1985 és 1990 között létezett amerikai heavy metal együttes, gyakorlatilag supergroup volt. Alapítója Fred Cotton, James McDaniel és Rich "Jumbo" Sielert volt. Sielert dobost később James Hetfield, a Metallica együttes frontembere váltotta ezen a hangszeren. Tagja volt még a zenekarnak Cliff Burton, Kirk Hammett, majd később Jason Newsted is, mindhárman a Metallica tagjai.
Jim Martin, a Faith No More együttes egykori gitárosa, Hetfield és Burton barátja is fellépett néhányszor a zenekarral.
A Spastik Children hobbizenekarként lehetőséget adott elsősorban a Metallica tagjainak arra, hogy jól érezzék magukat, komolytalankodjanak és más zenészekkel is együtt muzsikáljanak. Az együttes, amely ritkán vagy egyáltalán nem próbált fellépései előtt, fennállása során nem jelentetett meg albumot, csupán egy demót vett fel 1986-ban. Kizárólag koncertzenekar volt. A tagok punk-rock stílusú zenéjükkel csak kis klubokban és bárokban léptek fel.

## Ismert tagok
- Fred Cotton - ének (a Pillage Sunday tagja)
- James McDaniel - gitár (a Pillage Sunday tagja)
- Rich Sielert - dobok (a Pillage Sunday tagja)
- James Hetfield - dobok, ének (a Metallica tagja)
- Cliff Burton - basszusgitár, ének (a Metallica egykori tagja)
- Kirk Hammett - basszusgitár (a Metallica tagja)
- Jason Newsted - basszusgitár, ének (a Metallica egykori tagja)
- Paul Baloff - ének (az Exodus és a Piranha egykori tagja)
- Gary Holt - gitár (az Exodus tagja)
- Jim Martin - basszusgitár, ének (a Faith No More egykori tagja)
- Doug Piercy - gitár (a Heathen egykori tagja)

## Külső hivatkozás
- A Spastik Children az Encyclopedia Metallicában